# Тім Веллінгтон
Тім Веллінгтон (англ. Team Wellington) — напівпрофесійний новозеландський футбольний клуб міста Веллінгтон, який виступає в прем'єр-лізі АСБ.

## Історія

### Ранні роки
Футбольний клуб «Тім Веллінгтон» було засновано у 2004 році. До того ж клуб є одним з засновників АСБ Прем'єршипу.
У першому сезоні, клуб набрав лише 23 очки за 21 матч та посів 6-те місце, а в сезоні 2005/06 років у регулярному чемпіонаті команда посіла 4-те місце, це дало клубу можливість зіграти в плей-оф. У першому матчі плей-оф «Тім Веллінгтон» переміг у серії післяматчевих пенальті Отаго Юнайтед з рахунком 4:1 (восновний час завершився нічиєю 1-1), а потім перемогли Янг Харт Манавату з рахунком 3:2, але поступилися у півфіналі Кетербері Юнайтед з рахунком 2:1 і втратили можливість вийти до фіналу. Але високі позиції, які команда здобула того сезону, не були підтверджені у в сезоні 2006/07 років, коли «Тім Веллінгтон» набрав 27 очок в 21-му матчі та завершив регулярний чемпіонат на 5-му місці.

### Невдачі в плей-оф
У чемпіонаті Нової Зеландії з футболу сезону 2007/08 років команда зі столиці Нової Зеландії посіла третє місце, і, таким чином, отримала право взяти участь в плей-оф. У попередньому раунді «Тім Веллінгтон» виграв в овертаймі в Окленд Сіті, який був чемпіоном у всіх попередніх розіграшах плей-оф. Але в фіналі плей-оф Уайтакере Юнайтед з рахунком 2:0 перемагає «Тім Веллінгтон» та здобуває свій перший національний титул, ставши другою командою, щоб перемагаола в АСБ Прем'єршипі та кваліфікувалася для участі в О-лізі.
Досягнення сезон 2007/08 років вивели команду до когорти найкращих футбольних клубів Нової Зеландії, в сезоні 2008/09 років клуб посів 4-те місце у регулярній частині чемпіонату, але програв у півфіналі плей-оф Уайтакере Юнайтед.
У чемпіонаті Нової Зеландії з футболу 2009/10 років клуб посів 3-тє місце і знову отримав право взяти участь у плей-оф, де столична команда черговий раз поступилася Уайтакере Юнайтед, який через кілька днів переміг у фіналі плей-оф.
У сезоні 2010/11 років клуб знову посів третє місце, але в півфіналі плей-оф зазнав поразки від Окленд Сіті.

#### перший титул
Інший розлад був у сезоні 2011/12 років, коли Тім Веллінгтон дійшов до фіналу плей-оф, де поступився з рахунком 4:1 Уайтакере Юнайтед, на відміну від попередніх років, коли столична команда посідала 4-те місце, після поразки у півфіналі плей-оф від Окленд Сіті. Незважаючи на те, що перемога у Уайт Ріббон Кап, національному кубку, не дає можливості в наступному сезоні виступати в Лізі чемпіонів ОФК, «Тім Веллінгтон» переміг у турнірі, і став третім клубом, після Окленд Сіті та Уайтакере Юнайтед, які перемагали в цьому турнірі. У фінальному матчі столична команда з рахунком 6:1 перемогла ФК «Ваїкато».

### Оновлення команди та чергові досягнення
Було сформовуано команду з гравців молодіжних збірних U-17 і U-20, а також з тих гравців, у яких було мало ігрової практики у Веллінгтон Фенікс. До того ж було повністю відремонтовані будівлі клубу. Таким чином, веллінгтоці були готові боротися за підкорення нових висот, але після поразко в двох перших матчах команда залишилася на п'ятому місці, на якому і завершила чемпіонат. Постійні невдачі, наприклад як поразку від Отаго Юнайтед з рахунком 1:0 або дві поразки, які команда зазнала на останніх хвилинах матчу, від Окленд Сіті змусили «Тім Веллінгтон» вперше за останні шість сезонів пропустити плей-оф.
В сезоні 2013/14 років клуб вийшов до фіналу, але зазнав поразки з рахунком 1-0 від Окленд Сіті, проте цього виявилося досить, щоб взяти участь в Лізі чемпіонів ОФК 2015 року, ставши другою командою на турнірі від Нової Зеландії; без участі Окленд Сіті та Уайтакере Юнайтед, але разом з Янг Харт Манавату вони взяли участь в Лізі чемпіонів ОФК.
На початку сезону 2014/15 років, столична команда перемогла Окленд Сіті в рамках Черіті Кап 2014 року в серії післяматчевих пенальті з рахунком 4:3, після нічиєї 2:2 в основний час поєдинку, і, таким чином, здобула свій другий титул. У цьому сезоні клуб поступився в півфіналі АСБ Прем'єршипу, а також програв у фіналі Ліги чемпіонів ОФК. Проте, в наступному сезоні Тім Веллінгтон переміг у фіналі АСБ Прем'єршипу 2015-16 років переміг Окленд Сіті з рахунком 4:2, здобувши свій перший чемпіонський титул плей-оф АСБ Прем'єршипу.

## Стадіон
Футбольний клуб «Тім Веллінгтон» нещодавно проводив свої домашні матчі на стадіоні «Ньютаун Парк», який вміщує 5 000 уболівальників. У 2008 році поруч з ігровим полем було відкрите поле для тренувань, яке використовує інший клуб з Веллінгтона, який виступає в А-Лізі, Веллінгтон Фенікс.
Оскільки стадіон «Ньютаун Парк» є основним легкоатлетичним стадіоном в країні, тому інколи клуб змушений проводити свої домашні матчі в іншому місці, щоб забезпечити можливість проведення легкоатлетичних змагань. Ці матчі, як правило, проводяться на стадіоні «Пуріріа Парк» в північному передмісті Веллінгтона Пуріріа.
Останнім часом «Тім Веллінгтон» змінив домашній стадіон, тепер більшість домашніх матчів клуб проводить на стадіоні «Дейв Феррінгтон Парк» в Мірамарі.

## Досягнення

### Національні
- Кубок Нової Зеландії з футболу
  -  Переможець (1): 2014.
- Уайт Райббон Кап
  -  Переможець (1): 2011–12
- АСБ Прем'єршип:

Прем'єршип:
 Фіналіст (2): 2013–14, 2014–15
Чемпіоншип:
 Переможець (1): 2015-16

### Міжнародні
- Ліга чемпіонів ОФК:
  -  Чемпіон: 2018
  -  Фіналіст (2): 2014/15,[7] 2015-16

## Статистика та рекорди

### Лідери клубу за кількістю проведених матчів та забитих м'ячів
Дані наведені включаючи сезон 2009-10 років
| Ім'я              | Позиція | Виступів | Гол | Сер. к-ть голів/за гру |
| ----------------- | ------- | -------- | --- | ---------------------- |
| Грехем Літтл      | НП      | 76       | 41  | 0.54                   |
| Луїс Корралес     | НП      | 33       | 22  | 0.66                   |
| Браян Літтл       | ПЗ      | 65       | 21  | 0.32                   |
| Пітер Хелстід     | НП      | 67       | 16  | 0.24                   |
| Енді Беррон       | ПЗ      | 33       | 11  | 0.33                   |
| Грег Дрейпер      | НП      | 15       | 9   | 0.60                   |
| Раф де Грегоріо   | ПЗ      | 37       | 9   | 0.24                   |
| Девід Джонсон     | ПЗ/НП   | 33       | 8   | 0.24                   |
| Деніел Елленсон   | НП      | 13       | 6   | 0.46                   |
| Вірему Патрік     | ПЗ      | 55       | 5   | 0.09                   |
| Деніел Філіпп Кіт | ПЗ      | 33       | 5   | 0.15                   |
| Майк Вілсон       | ПЗ      | 38       | 4   | 0.11                   |
| Карл Вейлен       | ЗХ      | 92       | 4   | 0.13                   |
| Адам Бірч         | ЗХ/ПЗ   | 71       | 3   | 0.04                   |
| Стів Гуллі        | НП      | 46       | 3   | 0.07                   |
| Ділан Холл        | ВР      | 44       | 0   | 0                      |
| Джеймі Данкан     | ЗХ      | 43       | 0   | 0                      |
| Майкл Ігер        | ПЗ      | 43       | 0   | 0                      |
| Мет Адамс         | ЗХ      | 40       | 2   | 0.05                   |
| Джеймс Беннатін   | ЗХ      | 34       | 1   | 0.03                   |

### Історія виступів Тім Веллінгтон у чемпіонаті
| Сезон   | Команди | Переможець лідер Місце | Кінцева кваліфікація                 | Кінцеве місце |
| ------- | ------- | ---------------------- | ------------------------------------ | ------------- |
| 2004–05 | 8       | 6-те                   | Не кваліфікувався                    |               |
| 2005–06 | 8       | 4-те                   | Кваліфікувалися для участі в плей-оф | 3-тє          |
| 2006–07 | 8       | 5-те                   | Не кваліфікувався                    |               |
| 2007–08 | 8       | 3-тє                   | Кваліфікувалися для участі в плей-оф | Фіналіст      |
| 2008–09 | 8       | 4-те                   | Кваліфікувалися для участі в плей-оф | 4-те          |
| 2009–10 | 8       | 3-тє                   | Кваліфікувалися для участі в плей-оф | 3-тє          |
| 2010–11 | 8       | 3-тє                   | Кваліфікувалися для участі в плей-оф | 4-те          |
| 2011–12 | 8       | 4-те                   | Кваліфікувалися для участі в плей-оф | Фіналіст      |
| 2012–13 | 8       | 5-те                   | Не кваліфікувався                    |               |
| 2013–14 | 8       | 2-ге                   | Кваліфікувалися для участі в плей-оф | Фіналіст      |
| 2014–15 | 9       | 2-ге                   | Кваліфікувалися для участі в плей-оф | 3-тє          |
| 2015–16 | 8       | 3-тє                   | Кваліфікувалися для участі в плей-оф | 1-ше          |

### Статистика виступів по сезонах
| Сезон                                 | Міс | В  | Н | П | ЗМ | ПМ | РМ  | О  |
| ------------------------------------- | --- | -- | - | - | -- | -- | --- | -- |
| 2004–05                               | 6   | 5  | 8 | 8 | 35 | 40 | -5  | 23 |
| 2005–06                               | 4   | 8  | 4 | 9 | 43 | 53 | −10 | 28 |
| 2006–07                               | 5   | 7  | 6 | 8 | 37 | 34 | +3  | 27 |
| 2007–08                               | 3   | 15 | 2 | 4 | 51 | 21 | +30 | 27 |
| 2008–09                               | 4   | 7  | 2 | 5 | 28 | 28 | 0   | 23 |
| 2009–10                               | 3   | 7  | 0 | 7 | 22 | 24 | −2  | 21 |
| Останнє обновлення 12 січня 2015 року |     |    |   |   |    |    |     |    |

| Сезон                                 | Найбільша перемога       | Найбільша поразка        | Плей-оф |
| ------------------------------------- | ------------------------ | ------------------------ | --- |
| 2004–05                               | 5–0 v Отаго Юнайтед      | 1–5 v Окленд Сіті        | Не кваліфікувався |
| 2005–06                               | 4–1 v Уайтакере Юнайтед  | 0–6 v ФК «Ваїкато»       | Перший раунд: Перемога над Отаго Юнайтед 2–2 (дод. час, 4–1 в пен.) Другий раунд: Перемога над Янг Харт Манавату 3–2 Третій раунд: Поразка від Кентербері Юнайтед 1–2 |
| 2006–07                               | 7–0 v Хоукіс Бей Юнайтед | 0–5 v Янг Харт Манавату  | Не кваліфікувався |
| 2007–08                               | 8–0 v Янг Харт Манавату  | 1–5 v Уайтакере Юнайтед  | Півфінал: Перемога над Окленд Сіті 4–3 (дод. час) Великий Фінал: Перемога над Уайтакере Юнайтед 0–2                                                                   |
| 2008–09                               | 4–1 v ФК «Ваїкато»       | 2–5 v Хоукіс Бей Юнайтед | Півфінал: Перемога над Уайтакере Юнайтед 0–6 (дод.час) |
| 2009–10                               | 4–1 v Кентербері Юнайтед | 0–4 v Янг Харт Манавату  | Півфінал: Поразка від Уайтакере Юнайтед 4–4 (дод. час) |
| 2010–11                               |                          |                          | |
| 2013–14                               | 6–0 v Хоукіс Бей Юнайтед |                          | Фіналіст: Поразка від Окленд Сіті |
| Останнє оновлення 10 жовтня 2014 року |                          |                          | |

### Статистика виступів на континентальних турнірах
| Сезон   | Змагання           | Раунд | Країна               | Клуб           | Рахунок        |
| ------- | ------------------ | ----- | -------------------- | -------------- | -------------- |
| 2014/15 | Ліга чемпіонів ОФК | Група | Папуа Нова Гвінея    | Хекарі Юнайтед | 3-0            |
| 2014/15 | Ліга чемпіонів ОФК | Група | Вануату              | Тафеа          | 3-0            |
| 2014/15 | Ліга чемпіонів ОФК | Група | Французька Полінезія | АС Тефана      | 3-0            |
| 2014/15 | Ліга чемпіонів ОФК | ПФ    | Фіджі                | ФК «Ба»        | 2-0            |
| 2014/15 | Ліга чемпіонів ОФК | Ф     | Нова Зеландія        | Окленд Сіті    | 1-1 пен. (3-4) |

## Відомі гравці
- Джеймс Беннатін (2006—2009)
- Коста Барбарусес (2004—2007)
- Енді Беррон (2006—2009)
- Джеремі Брокі (2008—2009)
- Раффаеле ді Грегоріо (2006—2008)
- Шон Дуглас (2007—2008)
- Деніел Елленсон (2007—2008)
- Кріс Горіс (2007—2008)
- Сем Джинкінс (2008—2009)
- Сем Пітерс (2007—2008)
- Руперт Раян (2008)
- Тім Шифферс (2008—2009)
- Коул Тінклер (2007—2008)
- Майк Вілсон (2005, 2007—2008)